# Park Leśny w Lubinie

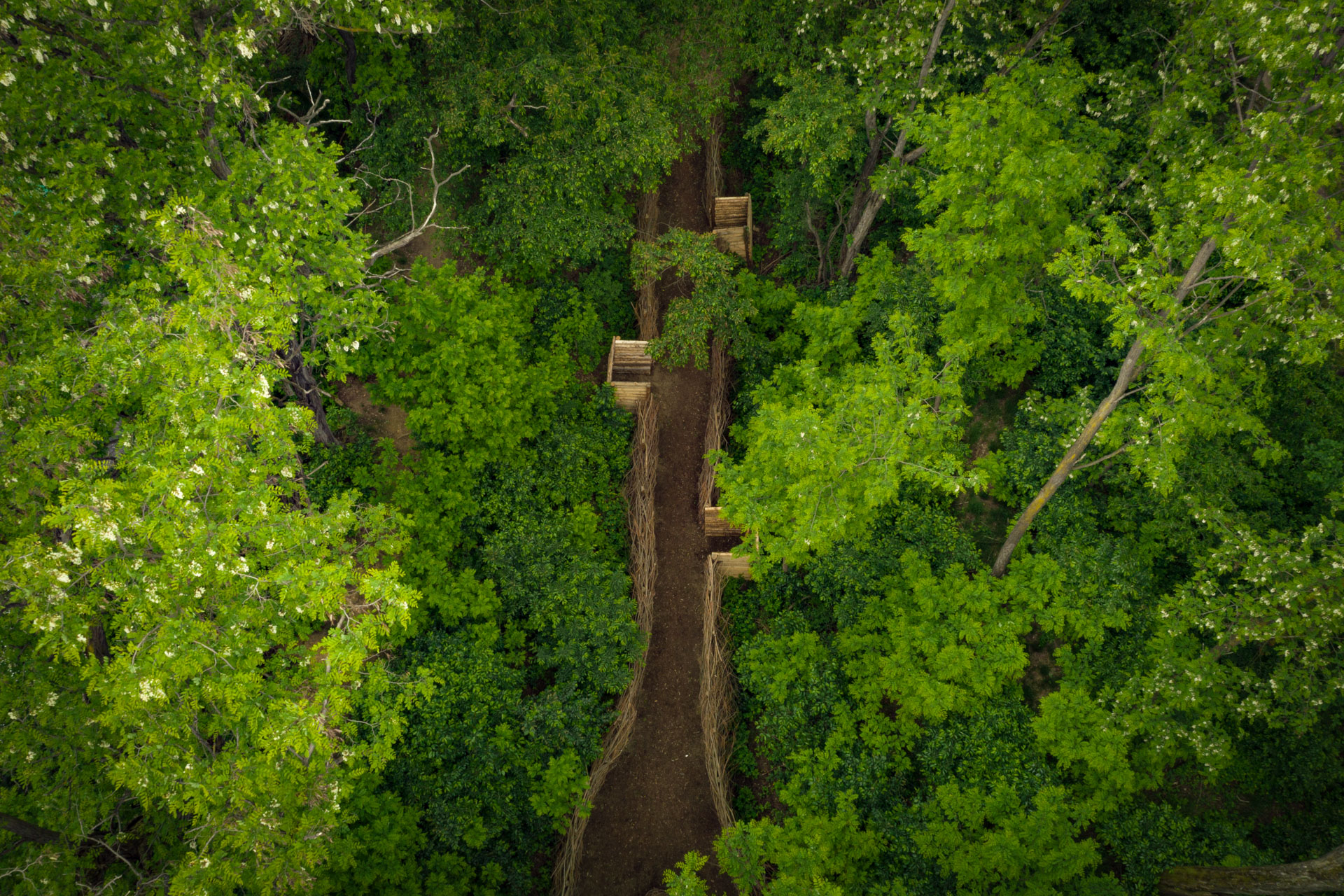

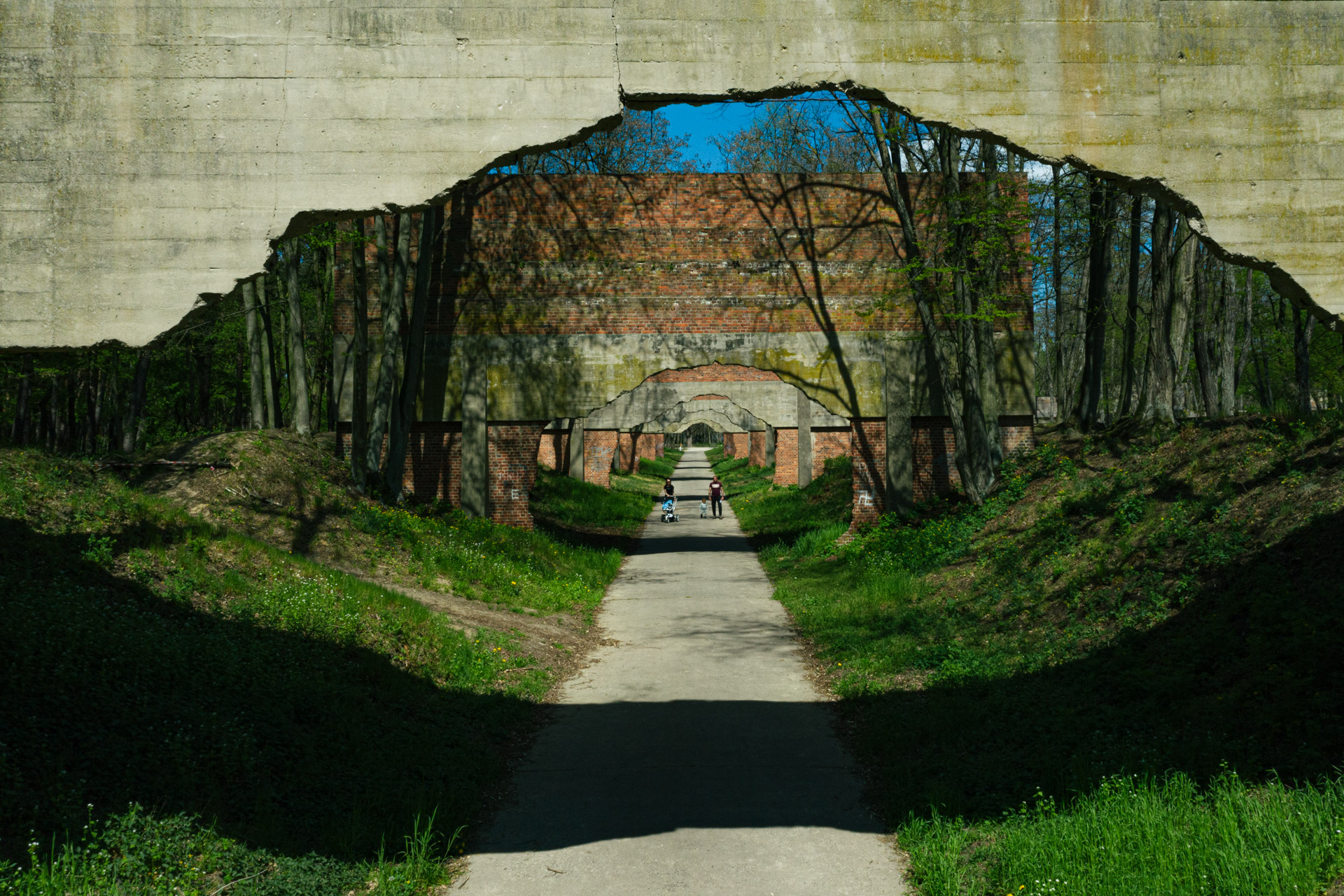
Strzelnica

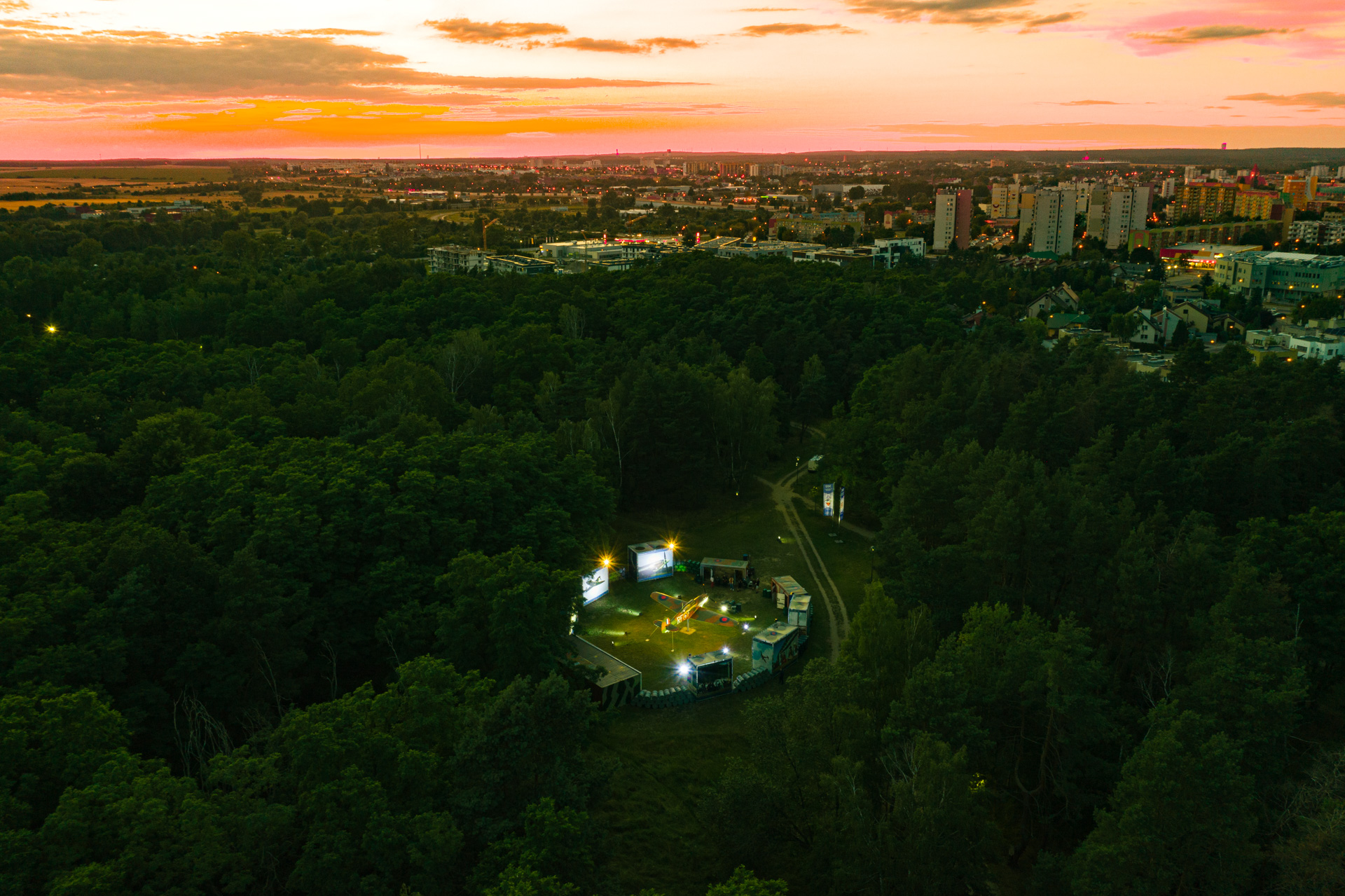
Nocne zdjęcie wystawy " Bitwa o Anglię – Za wolność waszą i tylko waszą"

Park Leśny w Lubinie – plenerowa część Muzeum Historycznego w Lubinie, park miejski, teren leśny, zlokalizowany w południowej części Lubina (2 km od centrum miasta), na terenie osiedla Przylesie, graniczy z ulicami: Kwiatową, Wrzosową oraz Gajową.
Park Leśny zajmuje 27,1133 ha. W 2018 roku obszar znalazł się w zarządzie Muzeum Historycznego w Lubinie, które w ramach zadania pn. „Adaptacja terenu Parku Leśnego na realizację projektu Park Militarny w Lubinie” dofinansowanego ze środków Ministra Kultury i Dziedzictwa Narodowego, pochodzących z Funduszu Promocji Kultury, stworzyło w parku muzeum plenerowe. Na przestrzeń wystawienniczą zaadaptowało zabytkowy kompleks strzelnicy artyleryjskiej oraz cztery bunkry. Park Leśny ma także charakter rekreacyjny. Oprócz wystaw Muzeum Historyczne w Lubinie stworzyło miejsce do zabawy i aktywnego wypoczynku. W 2020 roku Park Leśny w Lubinie zwyciężył w plebiscycie Radia Wrocław TOP 5 dolnośląskich skansenów, a w 2021 w TOP 5 podsumowanie roku 2020. Jest to też miejsce imprez plenerowych.

## Historia
Park Leśny jest terenem łączącym walory przyrodnicze z elementami historycznymi. Znajdują się w nim zabytkowe obiekty militarne takie jak strzelnica artyleryjska, wzniesiona w latach 30. XX wieku i cztery bunkry wybudowane po II wojnie światowej.

### Strzelnica

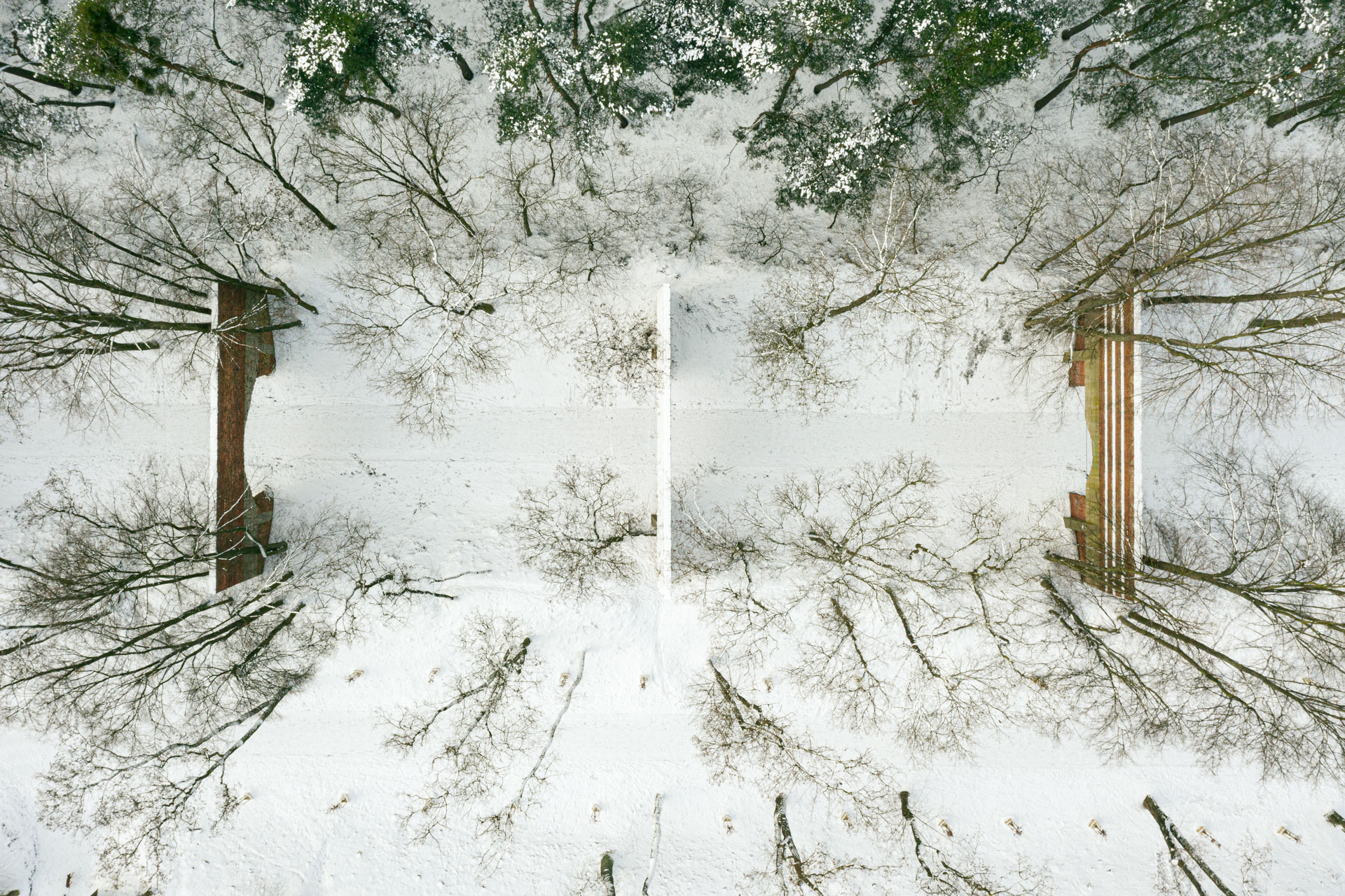
Zima w Parku Leśnym

Znajdująca się na terenie Parku Leśnego zachowała się w bardzo dobrym stanie. Od kwietnia 1934 roku w Lubinie stacjonowała pancerno-motorowa jednostka 9. Zmotoryzowanego Batalionu Rozpoznania. To na jej potrzeby wyznaczono miejsce do ćwiczeń terenowych, wówczas poza obrębem miasta i wybudowano na nim strzelnicę artyleryjską do strzelania na wprost, z dużej odległości, z dużą precyzją. Składa się ona z kilku elementów. Centralny obiekt poligonu to tor strzelniczy wybudowany w latach 1924–1933. W tamtym okresie był bardzo nowoczesny i spełniał wszelkie wymogi bezpieczeństwa. Stanowiska artyleryjskie oddzielono betonowymi tunelami przykrytymi ziemią, które służyły do bezpiecznego poruszania się w trakcie ćwiczeń, chroniąc przed zranieniem odłamkami dział. Otrzymał nazwę „Neue Schiesstand” – nowa strzelnica. Wojskowi mieli do dyspozycji kilka stanowisk artyleryjskich o różnej wielkości i zastosowaniu. Obiekt w 1945 roku – po zakończeniu działań zbrojnych – został przejęty przez wojska sowiecki i używany był militarnie do niemal końca lat 60. XX wieku. Poza infrastrukturą do ćwiczeń, na terenie poligonu znajdowały się także magazyny i składy amunicji. W dniu 9 października 2018 roku strzelnica została wpisana do wojewódzkiej ewidencji zabytków.

### Bunkry
Do 1945 roku obiekty użytkowane były przez niemieckie wojsko. Po II wojnie światowej teren przejęła Armia Czerwona, która opuściła Lubin w latach 1958–1960. Wojska radzieckie wybudowały na terenie dzisiejszego Parku Leśnego (od strony północnej) cztery pomieszczenia o charakterze bunkrów do magazynowania broni, amunicji oraz środków opatrunkowych.

## Wystawy stałe
W obrębie kompleksu strzelnicy artyleryjskiej powstała ścieżka edukacyjna opowiadająca o Wielkiej Wojnie, na którą składają się okopy, kontenery wystawiennicze i zabytkowe wagony. Natomiast w bunkrach, pełniących obecnie funkcję wystawienniczą, prezentowane są ekspozycje poświęcone okupacji sowieckiej. W Parku Leśnym obejrzeć też można malowania maskujące oraz odpocząć na ławce z dedykacją.

### Wielka Wojna 1914-1918
Park Leśny to miejsce, które stwarza możliwość poznania m.in. historię I wojny światowej. Ekspozycja zaprojektowana została jako ścieżka edukacyjna pt. Wielka Wojna 1914-1918. Składają się na nią okopy – takie jak te, w których wiele miesięcy spędzali żołnierze walczący na frontach I wojny światowej. Jest też okop nocny z dwiema makietami modelarskimi. Całość dopełniają wagony i kontenery z ekspozycjami poświęconymi walkom toczonym w latach 1914–1918. Wystawa zaczyna się od punktu poboru do Legionów Polskich i części ćwiczebnej, dalej można zobaczyć okopowe kwatery żołnierzy, stajnię, kuźnię, kaplicę polową, szpital polowy i kwaterę oficera. W okopach w czasie Nocy Muzeów obozują grupy rekonstrukcyjne, inscenizując sceny wojenne.
W okopach umieszczone są informacje o najważniejszych bitwach Wielkiej Wojny wraz z kalendarium oraz wydarzeniami poprzedzającymi jej wybuch, a także gazety z lat 1914–1918.
W kontenerach wystawowych prezentowane są m.in. wykazy nazwisk rannych, poległych i zaginionych, listy do żołnierzy i te pisane przez nich, a także fragmenty archiwalnych filmów kręconych na froncie. Wystawę zmyka galeria grafik wojennych Leona Wyczółkowskiego, czołowego przedstawiciela Młodej Polski w nurcie malarstwa realistycznego.

### Okupacja sowiecka Polski 1939–1993
Wystawa stała zatytułowana „Okupacja sowiecka Polski 1939–1993” co roku przedstawia nieco inną treść – zawsze tematycznie związaną z pobytem Armii Czerwonej na terenie Polski. Multimedialna ekspozycja zawiera części dotyczące zdradzieckiej napaści Związku Radzieckiego na Polskę 17 września 1939 roku, sytuację z początku II wojny światowej na wschodnich terenach Polski, deportacje Polaków na Syberię i w głąb ZSRR, zbrodni katyńskiej, a także okupacji sowieckiej na ziemiach polskich w latach 1945–1993. Zwiedzający mogą oglądać m.in. umundurowanie radzieckich formacji wojskowych, broń, sprzęt radiolokacyjny, materiały multimedialne, zdjęcia i dokumenty czy mapy. Dotychczas prezentowane były następujące wystawy czasowe stanowiące poszczególne części ekspozycji stałej:
- 1945[12]
- Okupacja Sowiecka[13]
- Zimna Wojna[14]
- Wrzesień ’39.[15]
- Sowieckie piekło[16]
- Deportacje[17]
- Zbrodnia katyńska[18]
- Okupacja sowiecka lata 40. i 50.[19]
- Okupacja sowiecka lata 60. i 70.[20]
- Katyń 1940[21]
- Zbrodniarze. Oręż propagandy na znaczkach pocztowych[22]
- Północna Grupa Wojsk Armii Radzieckiej
- Czerwony Sztorm 1987[23]
- Rosja. Imperium zbrodni[24]
- Umundurowanie PGWAR[25]
- Bazy PGWAR w Polsce[26]

### Trasa wojskowego kamuflażu
Znajdujące się w Parku Leśnym skrzynki elektryczne (10 sztuk) pomalowane zostały w wybrane wzory kamuflażu wojskowego, od czasów I wojny światowej do czasów współczesnych. Są to maskowania czołgów, samolotów, okrętów wojennych, wozów i pociągów pancernych. Każde maskowanie zostało precyzyjnie odwzorowane z zachowaniem dokładności kształtu i koloru.
Malowanie maskujące obejrzeć też można na beczkach uzupełniających ścieżkę edukacyjną Wielka Wojna 1914–1918. Tutaj zastosowana została strategia kamuflażu Dazzle, wykorzystywana do maskowania okrętów podwodnych.

### Ławka z bohaterem
To projekt, którego celem jest upamiętnienie zasłużonych, niekoniecznie znanych postaci walczących o wolność Polski. Docelowo ma ich być sto. Każda opatrzona tabliczką z dedykacją, obok – tablica informacyjna z biogramem zasłużonych. Dotychczas upamiętniono bohaterów Bitwy Warszawskiej oraz powstań śląskich, a także okręty pływające pod banderą Polskiej Marynarki Wojennej.

## Wystawy czasowe
Park Leśny jest też miejscem organizowania wystaw czasowych. Zazwyczaj są one tematycznie związane z konkretną rocznicą. Dotychczas prezentowane były następujące ekspozycje:

### Trzech generałów
14 września–31 października 2019
Z okazji 75. rocznicy operacji Market Garden, w której brali udział także polscy żołnierze, Muzeum Historyczne w Lubinie prezentowało wystawę plenerową, na którą składały się autentyczne fotografie, mapy oraz wycinki prasowe i dokumenty przedstawiające udział Polaków w bitwach na frontach Europy Zachodniej i Południowej oraz w Wielkiej Brytanii. Na zdjęciach można było zobaczyć sprzęt militarny, a przede wszystkim polskich żołnierzy w trakcie walk oraz trzech wybitnych polskich dowódców wojskowych: gen. Stanisława Maczka, gen. Władysława Andersa i gen. Stanisława Sosabowskiego.

### W obcych mundurach. Polacy – jeńcy I wojny światowej
1 czerwca–31 października 2020
Wystawa prezentowała losy żołnierzy polskiego pochodzenia, którzy walcząc w ramach armii zaborczych w latach I wojny światowej, nierzadko stawali naprzeciw siebie na polu walki, a po przegranej bitwie trafiali do niewoli w różnych państwach. Ich dzieje pokazane zostały na szerokim tle sytuacji na świecie w chwili wybuchu i w trakcie światowego konfliktu z lat 1914–1918. Ekspozycja opowiadała o losach ok. 400 tys. Polaków w obozach jenieckich utworzonych przez Austro-Węgry, Francję, Cesarstwo Niemieckie, Imperium Rosyjskie i Królestwo Włoch, poczynając od momentu dostania się do niewoli, poprzez długotrwałą nierzadko izolację, aż po powrót do kraju. Zdjęcia, fragmenty z ówczesnych gazet, listy i archiwalne dokumenty umieszczono na wielkoformatowych planszach. Wystawa pochodziła z Centralne Muzeum Jeńców Wojennych w Łambinowicach.

### Bitwa o Anglię – Za wolność waszą i tylko waszą
10 lipca – 24 października 2020
Ekspozycja została przygotowana z okazji 80. rocznicy bitwy o Anglię przez pracowników Muzeum Historycznego w Lubinie. Przedstawiała historię polskich asów przestworzy i ich alianckich przyjaciół. Pozwalała prześledzić przebieg kampanii wrześniowej z perspektywy Polskich Sił Powietrznych, następnie pokazywała przedzieranie się polskich pilotów przez Rumunię do Francji, a potem do Wielkiej Brytanii, wreszcie samą bitwę o Anglię. Odwiedzający wystawę mogli się dowiedzieć, w jakich warunkach żyli polscy i angielscy lotnicy. Mogli też zobaczyć modele samolotów biorących udział w walce o wolność Anglii, a w efekcie całej Europy. Prawdziwą gratką była replika samolotu myśliwskiego Hawker Hurricane – takiego, jakim latali Polacy. Wystawę obejrzał m.in. Jonathan Knott, były Ambasador Wielkiej Brytanii w Polsce.

### Za wolność waszą i tylko waszą. Polacy w Afryce i na Morzu Śródziemnym 1940–1944
25 lipca–15 listopada 2021
Kolejna wystawa upamiętniająca ogromną rolę Polaków walczących poza granicami kraju. Wystawa składała się z kilku części, które stanowiły osobne opowieści. Przedstawiono: walkę o Tobruk, czyli zmagania żołnierzy Samodzielnej Brygady Strzelców Karpackich, "Cyrk Skalskiego", wnętrze okrętu podwodnego z okresu II wojny światowej, wielkoformatowe konstrukcje z pięcioma mapami przedstawiającymi działania wojenne w basenie Morza Śródziemnego, w Afryce Północnej i na Bałkanach. Dopełnieniem były konstrukcje z beczek, siatki maskujące oraz kilka ton piasku, przypominającego teren pustynny.
W ramach wystawy przygotowane zostały dwie dioramy, każda o wymiarach 240 x 100 cm, szczegółowo odwzorowujące naturalne środowisko i ukształtowanie terenu, na którym w tamtym czasie rozgrywały się walki w Afryce.

### Polska Marynarka Wojenne 1939–1947
1 czerwca–31 października 2022
Prezentowana ekspozycja składała się z kilku części. Były to m.in. dużego formatu wydruki obrazów autorstwa wielkiego pasjonata malarstwa i morza – Grzegorza Nawrockiego oraz trzy kontenery, w których syntetycznie przedstawiona została historia Polskiej Marynarki Wojennej. Zwiedzając wystawę można było obejrzeć wnętrze okrętu podwodnego (element zeszłorocznej wystawy Za wolność waszą i tylko waszą. Polacy w Afryce i na Morzu Śródziemnym 1940–1944); modele wybranych okrętów bojowych i podwodnych w skali 1:200, które pływały w polskiej flocie; fotografie przedstawiające uzbrojenie oraz informacje techniczne tychże okrętów wraz z ważniejszymi wydarzeniami/akcjami bojowymi, w których brały udział w latach 1939–1947. Wystawę uzupełniały materiały filmowe oraz dokumenty o ORP "Błyskawica" i wyprawach płetwonurków do wraków ORP "Grom" i ORP Kujawiak a także 16 flag i tablic edukacyjnych z nazwami polskich okrętów z tamtego okresu.

### Ukraina 365
23 lutego–11 listopada 2023
W pierwszą rocznicę agresji rosyjskiej na Ukrainę przygotowano ekspozycję opowiadającą o odbywającym się na oczach całego świata ludobójstwie, którego dopuszczają się Rosjanie. 100 lat temu Stalin, wywołując Wielki Głód, zapoczątkował politykę wyniszczenia narodu ukraińskiego. Dziś cel Putina wydaje się zbieżny – zgładzić Ukraińców.
Rosyjska napaść naruszająca suwerenność państwową Ukrainy oraz jej brutalność stała się przyczynkiem do wyrażenia głosu wsparcia i solidarności dla narodu ukraińskiego poprzez wystawę. Część zewnętrzna ekspozycji to plansze informacyjne i kalendarium wojny, pozostała – w kontenerze wystawowym – zaaranżowana została tak, by oddać klimat warunkom, w jakich przebywali żołnierze broniący Mariupola.
Na wystawie znajdują się fotografie Oleksandra Klymenki, Marcina Ogdowskiego, Kuby Kamińskiego, Dmytra Kozackiego oraz Oleksandra Jermoczenko. Zwiedzający mogą obejrzeć przedmioty pochodzące z terenów, na których toczą się działania wojenne. Wśród nich znajdują się m.in. dary od 3. pułku sił specjalnych, który wyzwalał Izium.

## Rekreacja
Park Leśny to nie tylko teren związany z historią, ale także z aktywnością fizyczną i rekreacją. To miejsce biegów, spacerów, odpoczynku i zabaw. W tym celu wybudowano park linowy, plac zabaw w kształcie krokodyla, balance park i interaktywną piaskownicę. Jest też siłownia plenerowa.

### Krokodyl
Z myślą o najmłodszych dzieciach zaprojektowany został krokodyl, czyli drewniana konstrukcja w kształcie egzotycznego gada. Jego wnętrze, grzbiet, odnóża i ogon są pełne atrakcji, jak ścianki wspinaczkowe, ślizgawka w formie tarki, punkty obserwacyjne i wiele innych.

### Balance park
Balance park, czyli mini park sprawnościowy dla dzieci w wieku od 2 do 5 lat. Jest to ruchomy tor przeszkód, mający 9 odcinków o długości około 6 metrów. Pokonywanie ich to dobry trening przed wejściem do parku linowego za kilka lat.

### Interaktywna piaskownica
Jest ogrodzona, wypełniona czystym piaskiem, jej wymiary to 15 x 20 metrów. Na środku znajduje się domek zabaw o wymiarach 4 x 10 metrów. Dzieci mają do dyspozycji takie urządzenia, jak ruchome wiadra, sito piaskowe albo taśmociąg.

### Siłownia na świeżym powietrzu
Siłownia plenerowa składa się z siedmiu urządzeń posiadających regulacje obciążenia. Można na nich ćwiczyć mięśnie m.in. barków, pleców, brzucha, bicepsów i tricepsów. Z siłowni mogą korzystać osoby powyżej 14. roku życia, młodsi – wyłącznie pod opieką pełnoletnich opiekunów.

## Przyroda
Park ma charakter leśny. Charakteryzuje się bogatą florą i fauną. Na jego obszarze występują m.in. robinie akacjowe, dęby, graby i sosny. Wśród parkowego zadrzewienia znajdują się cztery pomniki przyrody: dąb szypułkowy (Quercus robur), sosna zwyczajna (Pinus sylvestris) oraz dwie robinie akacjowe (Robinia pseudoacacia). Park licznie zamieszkują wiewiórki pospolite (Sciurus vulgaris), można też zobaczyć na jego terenie zaskrońce zwyczajne (Natrix natrix) oraz kilka gatunków gryzoni. Jest także od 50 okresowo do nawet 100 gatunków ptaków. Oto niektóre z nich: kos zwyczajny (Turdus merula), sowa uszatka (Asiootus), drozd śpiewak (Turdus philomelos), puszczyk zwyczajny (Strix aluco), krętogłów zwyczajny (Jynx torquilla), muchołówka szara (Muscicapa striata), Pełzacz leśny (Certhia familiaris), raniuszek (Aegithalos caudatus), kowalik (Sitta europaea), dzięcioł czarny (Dryocopus martius), dzięcioł duży (Dendrocopos major).